# Gotthardská dráha
Gotthardská dráha (německy Gotthardbahn, italsky Ferrovia del Gottardo) je 206 kilometrů dlouhá železniční trať z Immensee do Chiassa, kterou v roce 1882 dokončila Společnost Gotthardské dráhy (Gotthardbahn-Gesellschaft). Od roku 1909 ji provozují Švýcarské spolkové dráhy (SBB) a je součástí severojižní páteřní sítě tratí v ose Basilej – Lucern – Milán a Curych – Milán. Základem původní trasy je horská trať Erstfeld–Biasca, která vede alpskými údolími.
Výstavba trati byla zahájena v roce 1872, přičemž některé údolní úseky byly otevřeny v roce 1874. Celá trať byla otevřena v roce 1882 po dokončení 15 kilometrů dlouhého vrcholového Gotthardského tunelu, který protíná Gotthardský masiv. V roce 1922 byla trať elektrifikována.
V současnosti využívají vlaky, jedoucí v severojižním směru, rovnější trať se sklonem menším než 7 promile, která vede Gotthardským úpatním tunelem, otevřeným v roce 2016, a úpatním tunelem Ceneri, otevřeným v roce 2020. Zároveň byla trať zkrácena z původních 206 na 173 kilometrů. Původní úseky tratě přes Gotthard a Ceneri jsou však zachovány – slouží jako záložní trasy, ale také pro dostupnost sídel v odlehlých horských regionech a turistické účely.

## Základní popis

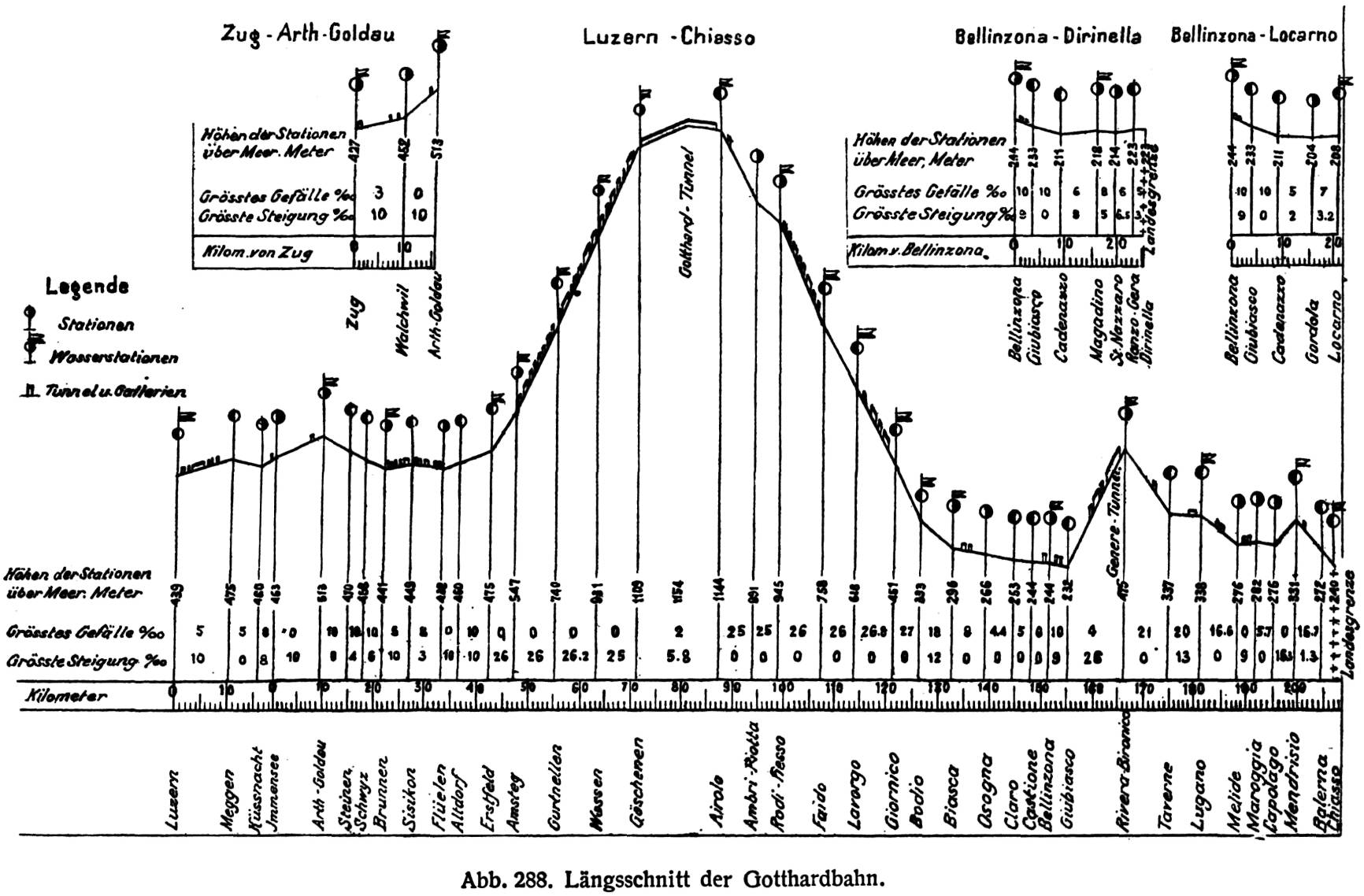
Výškový profil trati

Výstavbě alpské železnice ve Švýcarsku předcházela desetiletí diskusí o trase a financování takového projektu. Při rozhodování o stavbě Gotthardské dráhy měl zásadní podíl curyšský politik a podnikatel Alfred Escher. Pro variantu přes Gotthard hovořila možnost vybudování dlouhých stoupacích ramp v údolí řeky Reuss a v Leventině, které by bylo možné propojit uprostřed alpského hřebene s relativně krátkým průlomem v nadmořské výšce 1151 m n. m. přes Gotthardský masiv. Samotný tunel se nachází pod vrcholem Pizzo Centrale (2999 m). Při svém otevření v roce 1882 měřil Gotthardský tunel 15 kilometrů a byl tak nejdelším tunelem na světě; tento primát převzal v roce 1906 téměř 20 kilometrů dlouhý Simplonský tunel.
Horský úsek Gotthardské dráhy je proslulý umělým prodloužením a rozvinutím do terénu na obou stranách mnoha smyčkami a šroubovitými tunely, které umožnily udržet sklon dostatečně nízký na to, aby byl sjízdný pro první parní lokomotivy.
Až do otevření Gotthardského úpatního tunelu byla původní Gotthardská trať nejkratším spojením mezi železničními sítěmi v severozápadní Evropě a Itálii. Přes tuto dopravní osu prochází velká část nákladní a osobní dopravy mezi velkými hospodářskými oblastmi na obou stranách Alp. Jedná se o jeden z nejdůležitějších koridorů kontinentální nákladní dopravy. Například v roce 1964 byla více než polovina této nákladní dopravy (více než deset milionů tun zboží a pět milionů cestujících) provezena po Gotthardské dráze.  Neustálý nárůst nákladní dopravy vedl k nárůstu počtu vlaků.
Gotthardská trať byla původně navržena pro parní provoz. Horský úsek byl od roku 1916 elektrifikován. Pro zásobování elektřinou byly postaveny dvě vlastní vodní elektrárny – Ritom (nedaleko Ambrì-Piotta) a Amsteg (u Silenenu). To umožnilo provozovat trať nezávisle na dodávkách uhlí ze zahraničí a zvýšit její výkonnost, protože po trati mohly jezdit těžší a rychlejší vlaky. Stále rostoucí objem nákladní a osobní dopravy vyžadoval použití nejmodernější dostupné železniční techniky. To zahrnovalo zejména instalaci moderního zabezpečovacího zařízení pro zkrácení sledu vlaků a přepravu delších vlaků s vyšším nápravovým tlakem. Původní trasa Gotthardské dráhy se změnila až po výstavbě Gotthardského úpatního tunelu, který byl otevřen v roce 2016. Více než 57 kilometrů dlouhý Gotthardský úpatní tunel byl plně zprovozněn v prosinci 2016 a úpatní tunel Ceneri je v provozu od září 2020.
Horské úseky Gotthardské dráhy byly po roce 2010 obestavěny úpatními tunely, aby lépe zvládly objem dopravy. Díky dvěma novým úpatním tunelům vznikla železniční spojnice s mnohem menším převýšením, umožňující vedení těžších a rychlejších vlaků. Ta je v provozu od roku 2016 v několika dílčích krocích ve více úsecích jako nová trasa v severojižní ose v rámci projektu Neue Eisenbahn-Alpentransversale (volně přeloženo jako Nová železniční alpská transverzála, zkratka NEAT). Stará trať však je i nadále využívána jako záložní trasa a pro přístup do horské oblasti.

## Historie

### Založení železniční společnosti, financování
Náklady na výstavbu sítě tras budoucí Společnosti Gotthardské dráhy byly v roce 1869 odhadnuty na 187 milionů švýcarských franků. Většina prostředků (54,55 %) musela být získána z mezinárodního kapitálového trhu, Itálie dotovala 24,05 %, Německo a Švýcarsko po 10,7 %. K získání 102 milionů franků na kapitálovém trhu bylo vytvořeno finanční konsorcium pod vedením německých bank. Skládala se z německé, italské a švýcarské skupiny, z nichž každá musela shromáždit 34 milionů franků.
V roce 1871 byla založena Společnost Gotthardské dráhy (německy Gotthardbahn-Gesellschaft), jejímž předmětem podnikání byla výstavba a provoz železnice. Prezidentem společnosti byl Švýcar Alfred Escher a viceprezidentem Joseph Zingg.
Po překročení nákladů při výstavbě přístupových tratí do Ticina se Společnost Gotthardské dráhy dostala do finanční krize, takže bylo nutné dodatečné financování ve výši 40 milionů franků. Státní smlouvou z roku 1878 se Itálie a Německo rozhodly zaplatit po 10 milionech franků a Švýcarsko 8 milionů franků. Zbývající částku zaplatily fyzické osoby.

### Organizace
Jméno curyšského politika Alfreda Eschera je úzce spjato se stavbou Gotthardské dráhy. Poté, co původně podporoval konkurenční projekt dráhy přes průsmyk Lukmanier, se ukázal být hybnou silou Gotthardské dráhy až do její finanční krize v letech 1876 až 1879. V polovině roku 1879 rezignoval na funkci prezidenta a člena tříčlenné správní rady (v té době jimi byli Escher, Zingg a Weber) Společnosti Gotthardské dráhy. Na záchraně, refinancování, novém projektu, uvedení do provozu a provozu mezinárodní Společnosti Gotthardské dráhy se až do jeho smrti v roce 1891 podílel především pozdější prezident Joseph Zingg (předtím viceprezident a člen správní rady). Zingg se od roku 1863 podílel na vedení výboru „Sdružení švýcarských kantonů a železničních společností pro stavbu Gotthardské dráhy“ (Vereinigung schweizerischer Kantone und Bahngesellschaften zur Anstrebung der Gotthardbahn), v němž měl své místo i Escher. Výbor jednomyslně reprezentoval zájmy většiny z 15 pozdějších kantonů a společností Schweizerische Centralbahn (SCB) a Nordostbahn (NOB) na severojižní ose přes Centrální Alpy namísto alternativních spojení přes Alpy na východě a západě Švýcarska.

### Vedení stavby

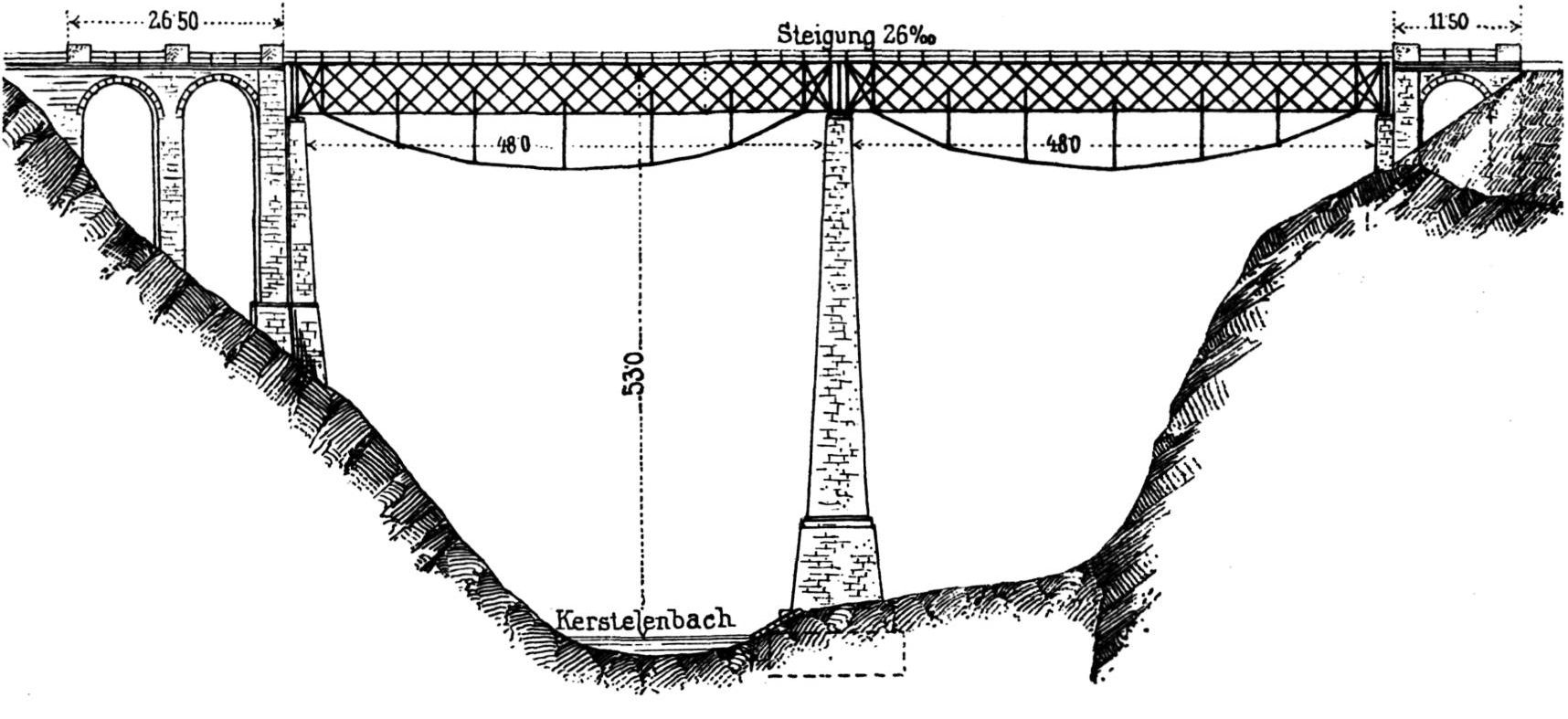
Stavební výkres mostu Chärstelenbachbrücke, nacházejícího se nedaleko stanice Amsteg

Prvním hlavním inženýrem pověřeným výstavbou Gotthardské dráhy byl Robert Gerwig, který byl již na počátku 60. let spoluautorem odborného posudku na Gotthardskou dráhu a účastnil se mezinárodních jednání jako zástupce Bádenska. Kvůli obrovskému překročení nákladů musel v roce 1875 z funkce odstoupit po dokončení pouze údolních úseků v Ticinu.
Jeho nástupce Wilhelm Konrad Hellwag spolu se svým zástupcem Eduardem Gerlichem a jejich týmem vypracovali konečnou trasu horské trati, přičemž byla přijata pouze dvojitá smyčka u Wassenu. Další údolní stupně byly překonány stoupajícími spirálovými tunely, které umožnily vést trasu z velké části po dně údolí mimo strmé svahy. Hellwagova pracovní skupina opětovně odhadla a porovnala stavební náklady na základě map většího měřítka, a tím již v rané fázi poukázala na obrovskou kapitálovou mezeru ve financování. V důsledku toho byl ještě před zahájením výstavby ramp Hellwag ostrakizován vedením Gotthardské dráhy a v roce 1878 byl nucen odstoupit ze své funkce.
Jako zástupce hlavního inženýra Eduard Gerlich mimo jiné vypracoval normy pro Gotthardskou dráhu, podle kterých byly vypracovány jednotlivé projekty, a zajistil kontinuitu v přechodném období. Po nezbytně nutném navýšení kapitálu o 28 milionů švýcarských franků subjekty, zajišťujícími financování Gotthardské dráhy, ke kterému došlo během Gotthardské konference v roce 1877, převzal Gustave Bridel v roce 1879 vedení stavby a dokončil trať podle vypracovaných plánů.

### Dokončení stavby a uvádění do provozu

Historický plakát Gotthardské dráhy (1895)

Po Semmeringbahn (1854), Brennerbahn (1867) a Mont-Cenis-Bahn (1871) byla Gotthardská dráha čtvrtým, ale také nejodvážnějším stavebním počinem pro překonání Alp. Její výstavbu zahájila Společnost Gotthardské dráhy v roce 1872 po dlouhých diskusích o správné trase a státní smlouvě, která byla nakonec uzavřena s Italským královstvím v roce 1869 a Německým císařstvím v roce 1871 (na základě Gotthardské smlouvy z roku 1871). Itálie přispěla do kapitálu soukromé Společnosti Gotthardské dráhy 55 miliony švýcarských franků a Německo 30 miliony švýcarských franků.
Tratě v údolí Ticina (Biasca – Giubiasco – Locarno) a (Lugano – Chiasso) byly otevřeny již v roce 1874.
Od 22. května do 25. května 1882 se v Lucernu a Miláně konaly oslavy u příležitosti předání celé trati do provozu. V té době byl 15 003 metrů dlouhý Gotthardský tunel nejdelším železničním tunelem na světě, který překonal až v roce 1906 Simplonský tunel.
Dne 1. června 1882 byla podle jízdního řádu uvedena do provozu Gotthardská dráha, tehdy ještě jednokolejná. Druhá kolej byla postupně položena v roce 1888. Tzv. napájecí tratě Lucern – Immensee a Thalwil – Arth-Goldau byly otevřeny až v roce 1897, proto vlaky Gotthardské dráhy jezdily zpočátku z Lucernu přes Rotkreuz do Immensee. Přípoj z Curychu byl zajištěn v Rotkreuzu, vlaky z Curychu jezdily po železniční trati přes Säuliamt. Expresní vlaky přitom neobsluhovaly stanici Zug, ale jezdily přímo do Rotkreuzu přes tzv. spojku Sumpf.
Severní přístup ke Gotthardské dráze tak vedl po tratích tří společností: po trati Basilej – Olten – Lucern společnosti Schweizerische Centralbahn (SCB), dále po trati Lucern – Zug – Curych společnosti Zürich-Zug-Luzern-Bahn (ZZL) do Rotkreuzu a odtud po trati Aargauische Südbahn do Immensee. Aargauische Südbahn byla společným podnikem SCB a NOB, který spojoval oblast Brugg-Waldshut s Gotthardskou dráhou, zatímco ZZL byla dceřinou společností NOB.
Krátce po otevření trati nechala Švýcarská konfederace vybudovat několik vojenských opevnění pro případ války, včetně uměle vyvolaného skalního řícení, které by zasypalo jižní výjezd z tunelu v Airolu. Nad Airolem (Forte Airolo) a u Biascy byly postaveny různé pevnosti na ochranu linie.
V roce 1909 převzaly Společnost Gotthardské dráhy a všechen její majetek Švýcarské spolkové dráhy (SBB), které vznikly v roce 1902 znárodněním ostatních velkých železničních společností. V nezbytné (a stále platné) Gotthardské smlouvě mezi Švýcarskem, Německem a Itálií získalo Švýcarsko výměnou za souhlas se znárodněním železniční společnosti rozsáhlé ústupky, konkrétně doložku nejvyšších výhod pro celou švýcarskou síť a preferenční tarify. Po celé zemi se konala shromáždění proti těmto ústupkům, které mnozí považovali za nepřiměřené a protektorátní, a 116 000 občanů podepsalo petici za odmítnutí těchto doložek. Přesto Spolkové shromáždění v dubnu 1913 státní smlouvu schválilo, nicméně tato epizoda se stala podnětem k zavedení fakultativního referenda o státní smlouvě v roce 1921.

### Milníky výstavby
| Datum            | Událost                                                 |
| ---------------- | ------------------------------------------------------- |
| 6. prosince 1871 | ustavení Společnosti Gotthardské dráhy                  |
| podzim 1872      | zahájení stavby Gotthardského tunelu                    |
| 6. prosince 1874 | zprovoznění úseků Biasca–Bellinzona a Lugano–Chiasso    |
| 29. února 1880   | proražení Gotthardského tunelu                          |
| 1. ledna 1882    | zahájení zkušebního provozu Göschenen–Airolo            |
| 10. dubna 1882   | zprovoznění úseku Bellinzona–Lugano (přes Monte Ceneri) |
| 1. června 1882   | zprovoznění trati Immensee–Chiasso v celé dílce         |

### Elektrifikace

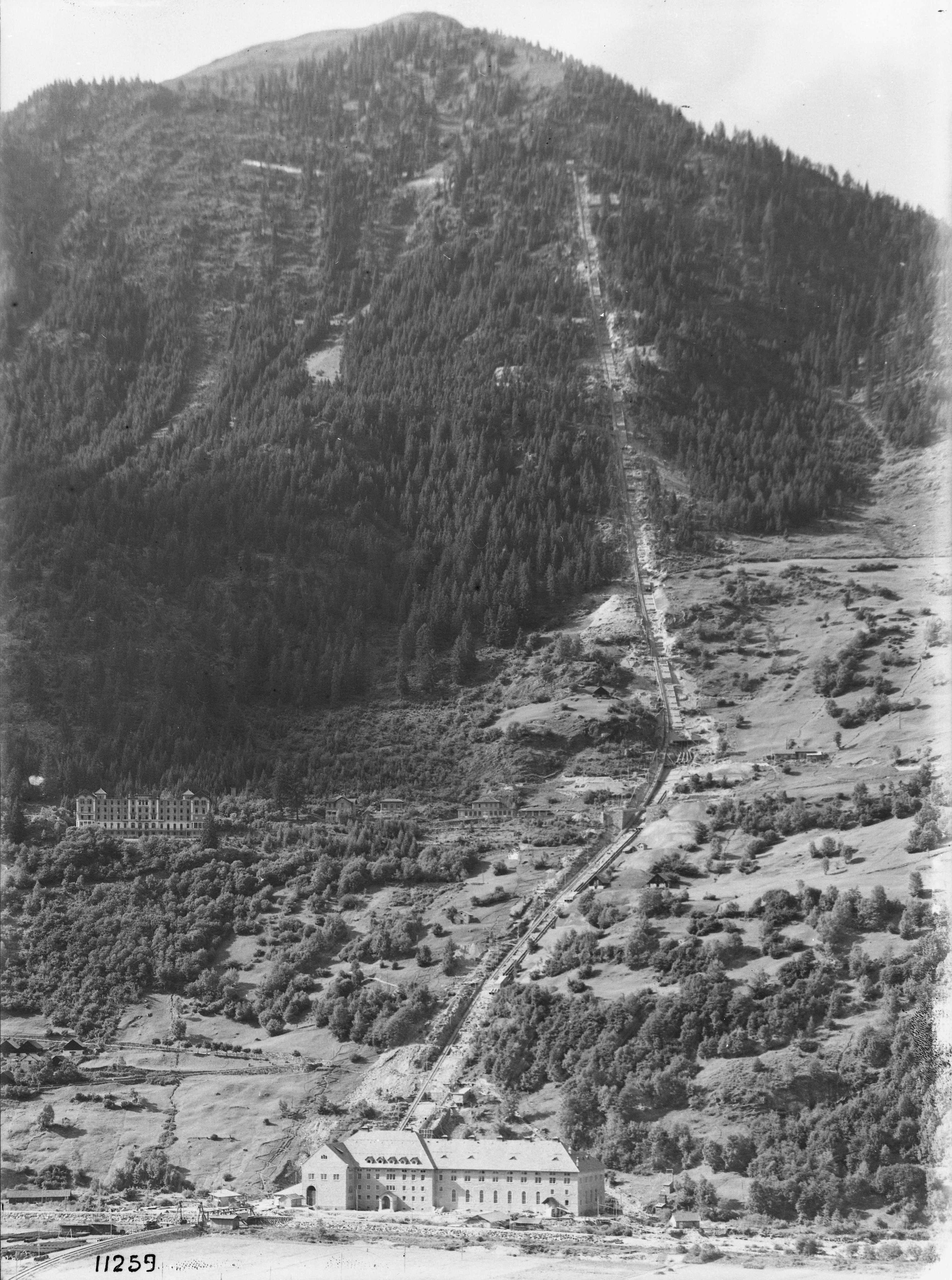
Vodní elektrárna Ritom při zahájení provozu (1919)

Elektrifikace Gotthardského tunelu mohla být zahájena již v roce 1882, jak dokládá dochovaná korespondence mezi tehdejším hlavním inženýrem Gustavem Bridelem a společností Siemens & Halske, nestalo se však tak. O elektrifikaci trati rozhodlo představenstvo SBB 16. února 1916, aby se jednak stalo nezávislým na dodávkách uhlí ze zahraničí, jednak aby se zvýšila efektivita provozu na horské trati.
Pro zásobování elektrickou energií postavily SBB v roce 1920 vodní elektrárnu Ritom a v roce 1922 vodní elektrárnu Amsteg, později přikoupily 40% podíl v elektrárně Göschenen. Od 18. října 1920 jezdily vlaky v elektrické trakci mezi Erstfeldem a Ambrì-Piotta a od 12. prosince 1920 až do Biascy. Zpočátku bylo do trakčního vedení přiváděno napětí pouze 7,5 kV, aby se zabránilo vzplanutí izolátorů, které byly znečištěny sazemi z parních lokomotiv, které na trati stále jezdily. Teprve 29. května 1921 bylo napětí v trakčním vedení zvýšeno na plánovaných 15 kV (o frekvenci 16,7 Hz). Dne 28. května 1922 byla elektrifikace dokončena. Vlaky z Lucernu do Chiassa od tohoto data jezdí v celé trase v elektrické trakci.
Zpočátku nebyl pro nový způsob provozu k dispozici dostatek elektrických lokomotiv, takže parní lokomotivy v čele vlaků vyjíždějících z tratí ve středním Švýcarsku zůstaly zapřažené v čele vlaků a pro jízdu přes hory a Gotthardským tunelem byly elektrické stroje využity pouze jako přípřežní lokomotivy. Později byly nejprve osobní vlaky taženy čistě elektricky, postupem času i nákladní vlaky. Pro Gotthardskou dráhu pořídily SBB různé typy výkonných elektrických lokomotiv, především Ae 3/6 a Ce 6/8II, přezdívané „krokodýl“. Později byly přikoupeny další nové lokomotivy.

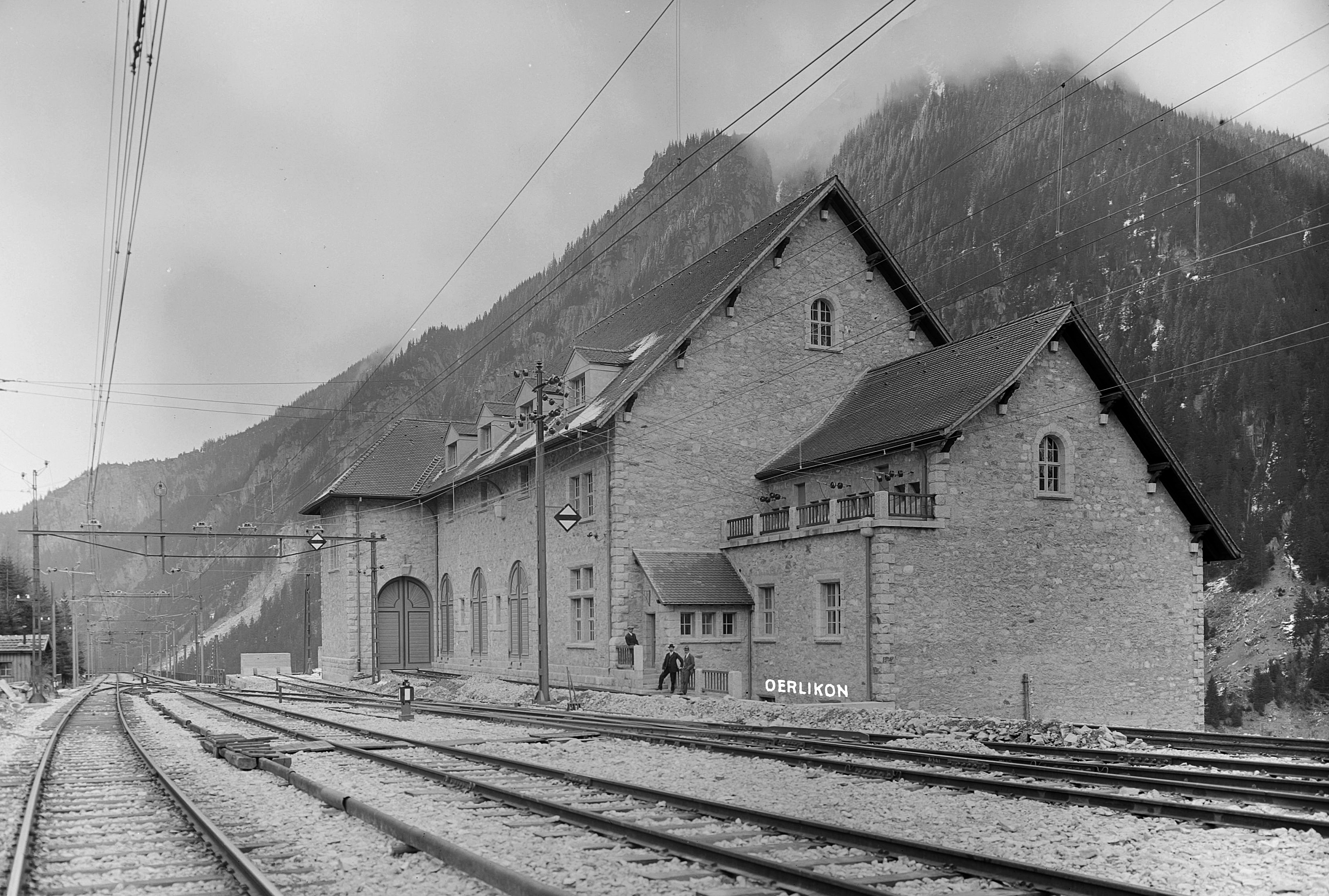
Rozvodna v Göschenenu (1920)

Zpočátku byla trať napájena z rozvoden Steinen, Amsteg, Göschenen, Ritom, Giornico, Giubiasco a Melide, které byly navzájem a s elektrárnami propojeny 60kilovoltovým vedením.
Pro uspokojení zvýšené poptávky po elektřině uvedla společnost SBB v roce 1964 do provozu rotační měnič v Giubiascu, který vyráběl trakční proud ze státní sítě o napětí 50 Hz a měl výkon 25 megawattů. Budova byla konstruována pro dva konvertory, ale druhá jednotka nebyla nikdy instalována. Místo toho byly v roce 1994 instalovány dva statické frekvenční měniče, každý o výkonu 20 megawattů, které byly v té době největšími jednotkami tohoto typu na světě.
Od 70. let 20. století bylo napětí v trakčním vedení spojujícím rozvodny po částech zvýšeno z 60 kilovoltů na 132 kilovoltů a doplněno druhým, paralelně vedeným vedením. Ve Flüelenu, Lavorgu, Riveře a Balerně byly instalovány mobilní rozvodny, které posilují napětí v trakčním vedení.
V roce 1990 byla uvedena do provozu rozvodna ve Wassenu. V témže roce byla při rekonstrukci elektrárny Wassen jedna ze dvou 50hertzových trakčních soustav nahrazena trakční proudovou skupinou 16,7 Hz. Elektrárna byla od svého vzniku pronajata společnosti Centralschweizerische Kraftwerke (CKW), ale 1. ledna 2015 přešlo 90 % elektrárny do vlastnictví SBB.
Pro plánované zahájení provozu Gotthardského úpatního tunelu bylo nutné dále rozšířit zásobování železničního systému energií. Byly postaveny dvě nové rozvodny Faido a Pollegio a rozšířena rozvodna Giubiasco.

### Zabezpečovací zařízení
V roce 1950 byla uvedena do provozu tři automatická hradla, která fungovala s počítači náprav.
V noci na 16. srpna 2015 byl zprovozněn zabezpečovací systém ETCS úrovně 2, a to na 19 kilometrů dlouhém úseku mezi Brunnenem a Erstfeldem. 6. prosince 2015 následoval úsek Castione-Arbedo – Bodio. Na Gotthardské trati se poprvé ve Švýcarsku používá systém ETCS podle systémové verze SRS 2.3.0d.

### Uvedení Gotthardského úpatního tunelu do provozu

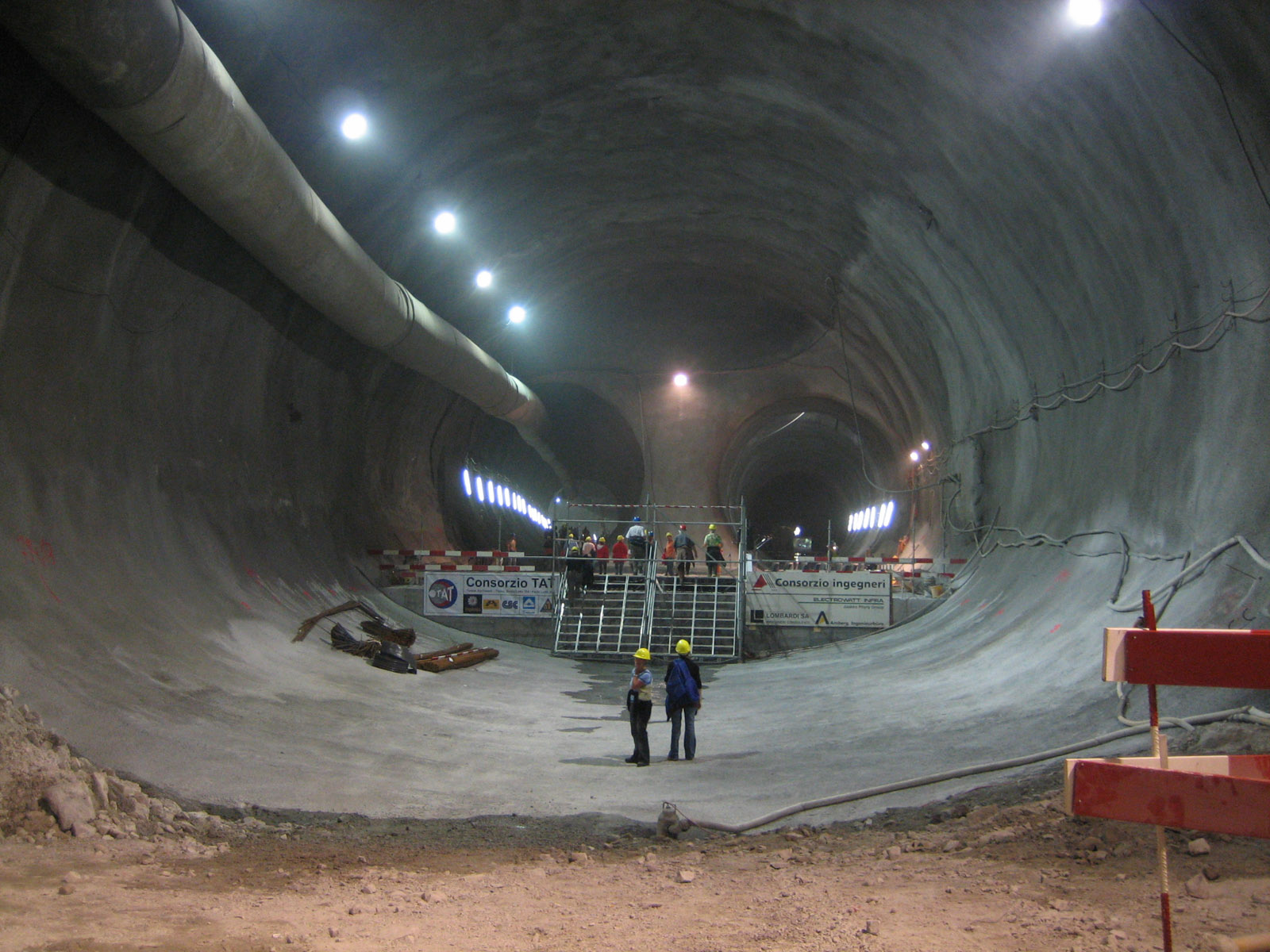
Stavba Gotthardského úpatního tunelu (2006)

Ještě před oficiálním otevřením Gotthardského úpatního tunelu 1. června 2016 probíhaly přípravy na uvedení nové stavby do provozu, což mělo dopad i na stávající infrastrukturu Gotthardské dráhy. Například řízení a monitorování celého železničního provozu v Ticinu, stejně jako z a do Arth-Goldau, bylo v dubnu 2014 soustředěno do operačního střediska Jih (BZ Süd), sídlícího v Pollegiu. Přibližně 160 zaměstnanců nejen řídí a kontroluje provoz osobní a nákladní dopravy, ale také dohlíží na bezpečnostní systémy a napájení úpatního tunelu trakčním proudem. Informace pro cestující v případě přerušení provozu poskytuje také operační středisko Jih.
V prvním roce provozu úpatního tunelu, který skončil 9. prosince 2017, bylo na severní a jižní rampě stále napočítáno přibližně 1 000 cestujících denně, a to se silnými sezónními výkyvy. Vrcholovým tunelem projíždělo 600 cestujících denně, tedy méně než 20 osob na vlak.
Od změny jízdního řádu v roce 2020 provozuje společnost Schweizerische Südostbahn (SOB) dálkové spoje na horském úseku Gotthardské dráhy, a to ve spolupráci s SBB. Využity jsou nové soupravy typu Stadler FLIRT 3, které byly objednány v roce 2016 pro spoj Voralpen-Express. Pro turistickou dopravu jsou vhodnější než kolejová vozidla SBB.

### Kandidatura na seznam světového dědictví UNESCO
Již v roce 2014 byla Gotthardská dráha navržena na zápis na seznam světového dědictví UNESCO. Spolková rada se tomu bránila, protože se v té době nechtěla zavázat k dlouhodobému zajištění existence a provozu původní trati v celé délce, s ohledem na finišující stavbu Gotthardského úpatního tunelu a také úpatního tunelu Ceneri. V roce 2016 byla kandidatura nakonec pozastavena ve prospěch mostu Salginatobelbrücke, navrženého Robertem Maillartem, a bukových lesů v kantonech Ticino a Solothurn (roku 2021 na seznam zapsány v rámci Původních bukových lesů Karpat a dalších oblastí Evropy). Vzhledem k tomu, že orientační seznam kandidátů na zápis na seznam světového dědictví UNESCO obnovuje Spolková rada pouze každých deset let, je nepravděpodobné, že by se o kandidatuře znovu uvažovalo před rokem 2026.

## Popis trati
V podhůří Schwyzských Alp se v Immensee setkávají trati ze severu od Lucernu, Zugu a Rotkreuzu a odtud vede Gotthardská dráha přes Arth-Goldau, údolím řeky Reuss a přes severní rampu Gotthardu k portálu 15 kilometrů dlouhého Gotthardského tunelu v Göschenenu ve výšce 1106 metrů nad mořem. Od jižního portálu tunelu v Airolu vede trať po jižní rampě do Biascy a dále do Bellinzony, stoupá k tunelu Ceneri a pokračuje přes Lugano do Chiassa na hranici s Itálií (směrem na Milán).
Trať se skládá z pěti úseků: severní údolní úsek, severní rampa, Gotthardský tunel, jižní rampa a jižní údolní úsek.

### Severní údolní úsek (Immensee–Erstfeld)

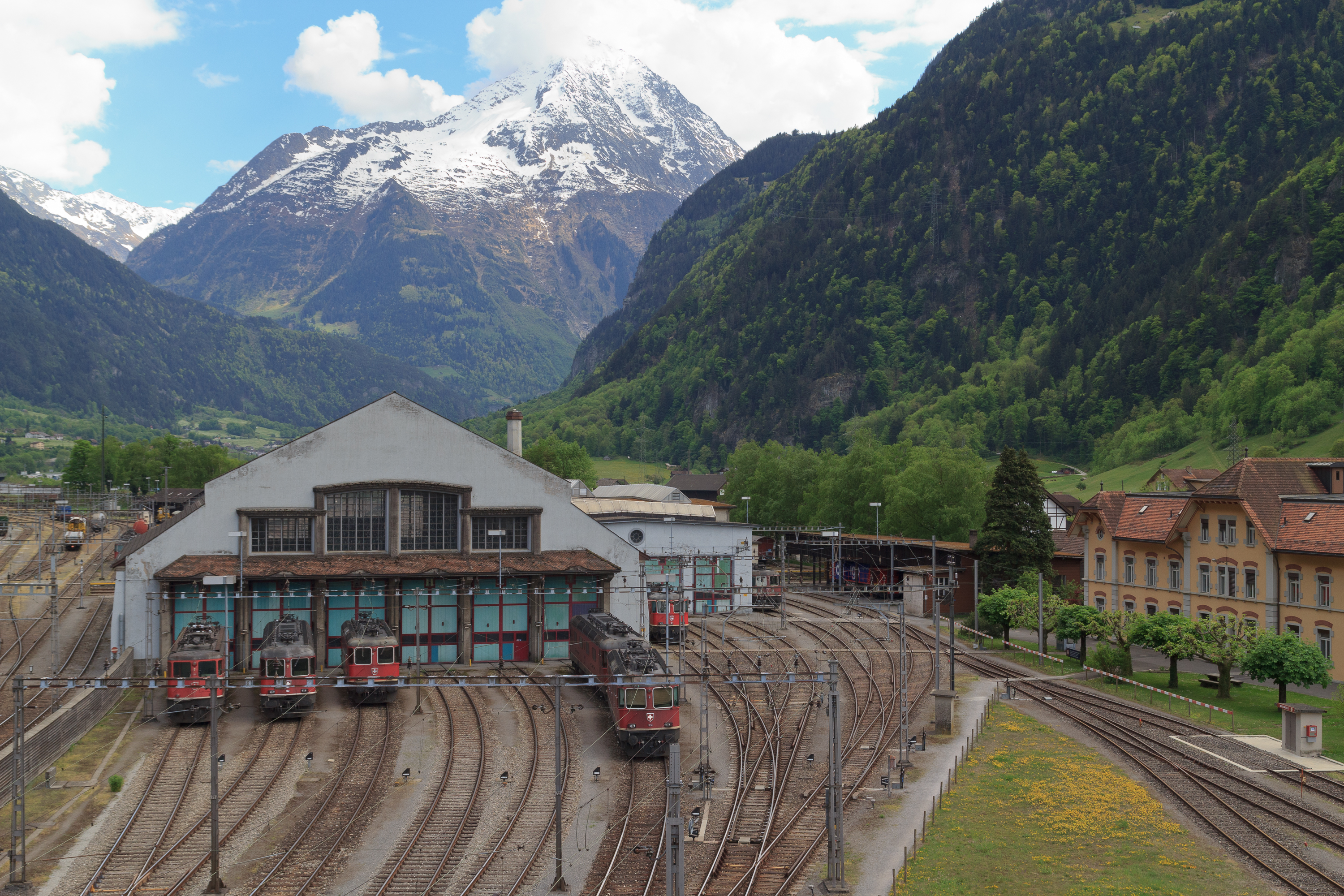
Lokomotivní depo Erstfeld

Z Immensee vede trať po svahu nad jižním břehem Zugského jezera a podél úpatí masivu Rigi do stanice Arth-Goldau (510 m n. m.). V roce 1896 byla mezi těmito dvěma stanicemi plánována náhradní stanice s hradlem Bühl, která však nebyla postavena. Teprve později byla na původně plánovaném místě před tunelem Rindelfluhtunnel vybudována výhybna Brunnmatt.
Ve stanici Arth-Goldau, která byla postavena uprostřed planiny, na které došlo k velkému sesuvu v roce 1806, se Gotthardská dráha napojuje na trať z Curychu a Zugu. V Arth-Goldau odbočuje hlavní trať Südostbahn, která vede přes Sattel a Biberbrugg do Rapperswilu u Curyšského jezera a s odbočkou do Einsiedelnu. Na nádraží Arth-Goldau je přes koleje Gotthardské dráhy postavena bývalá nadzemní stanice dráhy Arth-Rigi.
Z Arth-Goldau vede železniční trať po východní straně údolní pánve podél Lauerzersee v mírném spádu a v přímé linii překračuje rozsáhlý náplavový kužel Steinen do hlavního města kantonu Schwyz (455 m n. m.), které leží nad rozsáhlou nížinou řeky Muoty. V Brunnenu dosahuje jezera Urnersee, jižní části Lucernského jezera. Jižně od stanice Brunnen se koleje trati, která vede samostatně podél strmého východního břehu jezera v délce více než 12 kilometrů, rozdělují a procházejí různými tunely a štolami masivem Axenbergu a přes potok Gruonbach. U Sisikonu trať překračuje hranici z kantonu Schwyz do kantonu Uri a u Flüelenu dosahuje konce Lucernského jezera v nížině řeky Reuss.
Přes Altdorf vede železniční trať vedle severního portálu Gotthardského úpatního tunelu po dně údolí do Erstfeldu (472 m n. m.), kde začíná severní rampa Gotthardské dráhy. V Erstfeldu se také nacházelo rozsáhlé lokomotivní depo a dílny, zajišťující údržbu vozidel pro celý severní úsek dráhy. Po dokončení úpatního tunelu bylo depo opuštěno státními drahami SBB a předáno do péče muzejního spolku Verein Team Erstfeld, který zde udržuje historická vozidla.

### Severní rampa (Erstfeld–Göschenen)

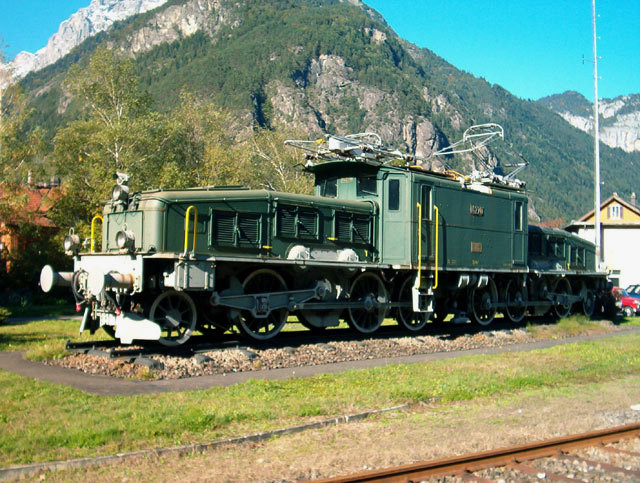
Lokomotiva Ce 6/8^{II} na pomníku v Erstfeldu

V Erstfeldu se nachází lokomotivní depo, kde byly v případě potřeby k vlakům připojovány další přípřežní či postrkové lokomotivy – zejména pro těžké nákladní vlaky. Na památku legendárních gotthardských lokomotiv stál vedle depa dlouhou dobu stroj jako technická památka - nejprve to byla parní lokomotiva C 5/6 s číslem 2965, od roku 1982 lokomotiva „krokodýl“ řady Ce 6/8II s číslem 14270. Poslední vystavená lokomotiva byla v lednu 2013 odstraněna, protože stála v cestě stavebním pracím při přestavbě depa Erstfeld na zásahové místo pro úpatní tunel NEAT.

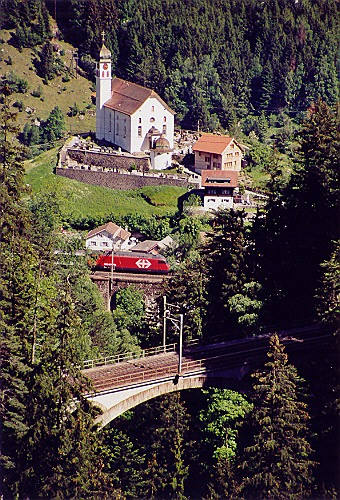
Kostel ve Wassenu s jednotlivými stupni Gotthardské dráhy

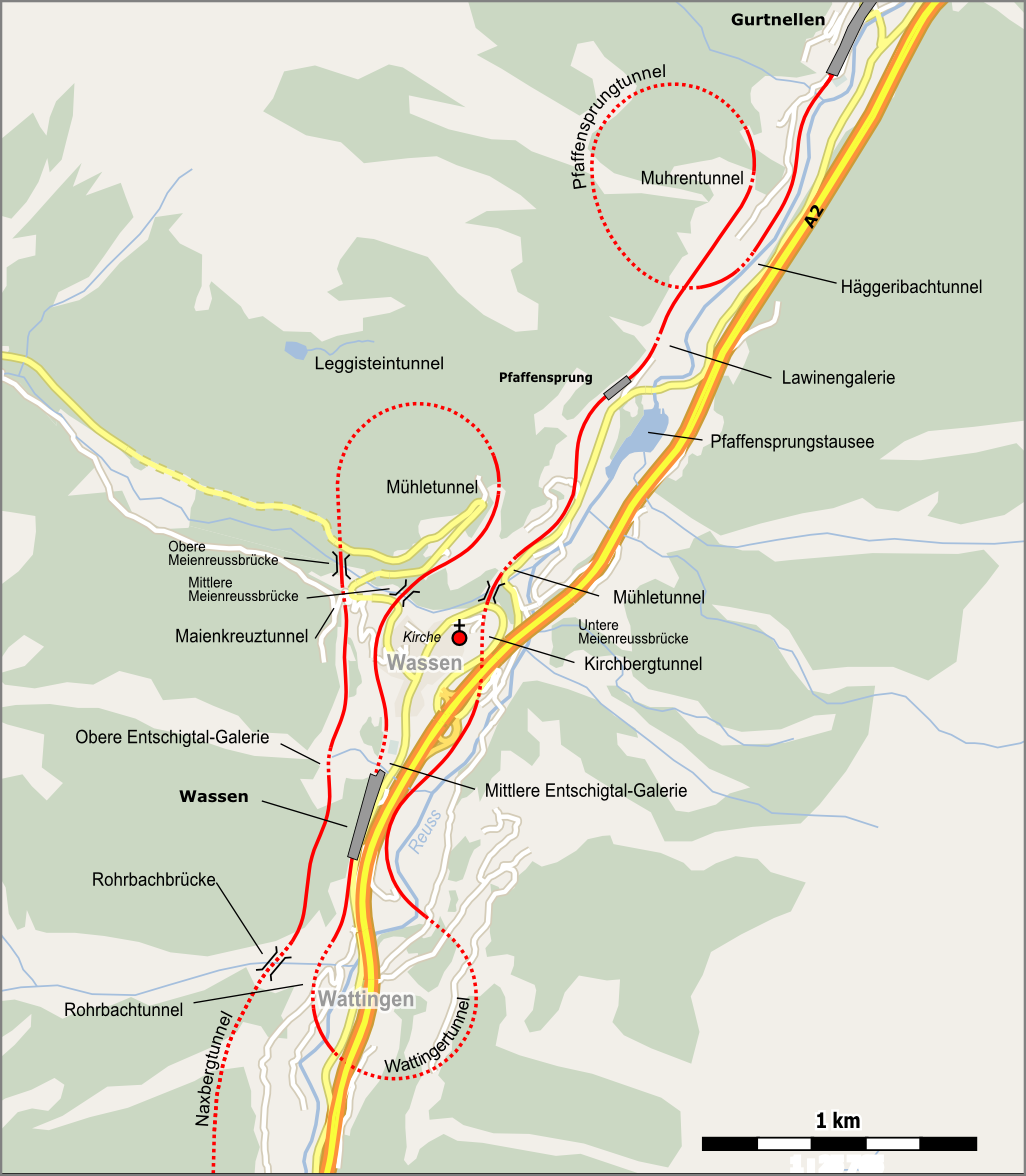
Vedení trati v okolí stanice Wassen

Trať má za Erstfeldem sklon až 28 ‰. Nejprve nabírá výšku na východním svahu údolí Reussu, které sleduje oblouky přes náplavové kužely a boční potoky. V Amstegu překonává most Chärstelenbach, lemovaný dvěma tunely, a poté přechází přes most Intschireuss (se 77 metry nejvyšší most na síti SBB) na západní svahy údolí Reuss, které se zužuje jako rokle. Nad Gurtnellenem (738 m n. m.) se nachází 1476 m dlouhý šroubovitý tunel Pfaffensprung, zahloubený do masivu Schijenstock. Stavitelé jej použili k překonání údolního stupně u Pfaffensprungu.
Na tuto umělou stavbu navazuje slavná dvojitá smyčka u Wassenu (928 m n. m.) se dvěma šroubovitými tunely Wattinger Tunnel a Leggisteintunnel. Trať překračuje řeku Meienreuss třikrát, přičemž první most se nachází ještě pod kostelem ve Wassenu, který slouží jako orientační bod, a horní most je asi o 200 výškových metrů výše. Tunel Wattinger „obchází“ stejnojmennou vesnici na západním svahu údolí (na svahu Rienzenstocku) a současně vytváří jižní smyčku přes řeku Reuss. Následně na střední úrovni se stanicí Wassen vedou koleje také zpět přes Meienreuss, což je v rozporu s původním směrem jízdy z údolí do kopce směrem na sever. Opět ve svazích Schijenstocku tvoří Leggisteintunnel severně se táhnoucí smyčku, u jejíhož výjezdu z tunelu je potřetí přemostěno boční údolí Meienreussu. Kostel, který stojí na skalnatém výběžku, je vidět ze všech tří úrovní. Cesta po smyčkách se stala námětem literární adaptace švýcarského komika a humoristy Emila Steinbergera ve hře S' Chileli vo Wasse (ve švýcarské němčině „kostelík ve Wassenu“).
Vysoko nad dnem údolí na západním úbočí se zpočátku stále vine železniční trať v otevřeném terénu. Za 1 570 metrů dlouhým tunelem Naxberg, posledním tunelem severní rampy, dosahuje železniční trať stanice Göschenen v nadmořské výšce 1106 metrů, tedy o něco výše než Gotthardský silniční tunel na dálnici A2. Na západní straně nádražní budovy je konečná stanice úzkorozchodné ozubnicové dráhy Schöllenenbahn (dříve patřící pod dráhu Furka-Oberalp-Bahn, dnes Matterhorn Gotthard Bahn), která vede do Andermattu.

### Gotthardský tunel
Dvojkolejný Gotthardský tunel dlouhý 15 003 metry je postaven jako jeden tubus. Uvnitř tunelu dosahuje trať po devíti kilometrech nejvyššího bodu Gotthardské dráhy ve výšce 1151 m n. m. Současně trať překračuje hranici s kantonem Ticino. Doba jízdy do Airola (1141 m n. m.) na druhé straně tunelu činí přibližně 11 minut. Uprostřed tunelu bývala výhybna se dvěma kolejovými spojkami, která byla postupem času nahrazena dvěma kolejovými spojkami hned na třech místech. Budova výhybny však stále existuje v podobě strážního domku.

### Jižní rampa (Airolo–Biasca)

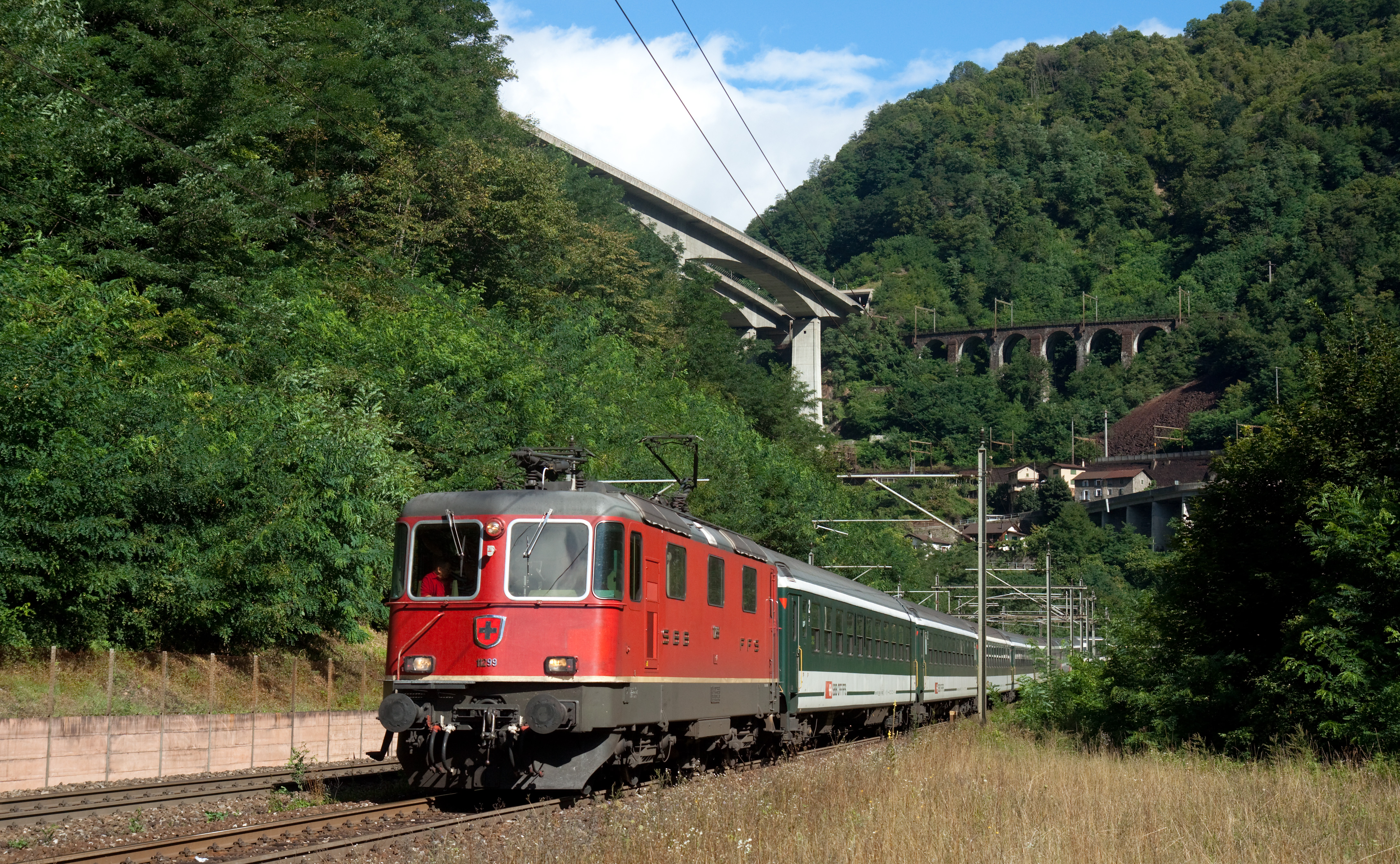
Vlak InterRegio, vedený lokomotivou řady 420, při sjezdu jižní rampou nedaleko stanice Biasca

Po opuštění železniční stanice Airolo na východě v údolí horního toku Ticina trať překračuje řeku v úzkém údolí a vede společně s dálnicí A2 a Gotthardskou silnicí dolů údolím Valle Leventina. Po jižním svahu nejprve klesá do údolí, které se rozšiřuje u obce Piotta, kde trasa vede po dně údolí. V obci Piotta je vlevo vidět lanovka Ritom se sklonem až 87,8 %, která vede k vodní nádrži Ritom, jež patří společnosti SBB. Opět bylo zvoleno vedení jižním svahem před nejpůsobivějším úsekem jižní rampy, který začíná za stanicí Rodi-Fiesso (942 m n. m.). Údolí se zužuje do soutěsky Piottino, jejíž údolní stupeň s výškovým rozdílem asi 150 m mezi oblastmi Alta a Bassa Levantina překonává železniční trať nejprve (po překročení Ticina přímo u silnice na začátku soutěsky) na levé (severní) straně údolí ve šroubovitém tunelu Freggio a poté, po opětovném překlenutí řeky, na druhé straně údolí šroubovitým tunelem Prato (v hoře Monte Piottino). Trať tak dosahuje stanice Faido, která je o 200 metrů níže než Rodi-Fiesso, na svahu na východní straně údolí. Ticino bylo opět překonáno mostem Polmengo. Na úpatí svahu trasa pokračuje dolů na dno údolí na levém břehu. Za Lavorgem (615 m n. m.) trasa opět prochází dvěma šroubovitými tunely na údolním stupni: nad východními strmými srázy rokle Biaschina leží šroubovitý tunel Pianotondo nejen nad, ale také přímo severozápadně od následujícího šroubovitého tunelu Travi v masivu Pizzo Erra. Tento útvar je obecně známý jako smyčky Biaschina a železniční trať nyní dosahuje Giornica (opět na západním úpatí hory, protože řeka je opět překračována díky dvojité smyčce), které je v nadmořské výšce pouhých 391 m. Rozšiřujícím se údolím Ticina dosahuje trať Biascy (293 m n. m.) v levé (východní) polovině údolí; Ticino bylo opět překročeno jižně od Giocorna.

### Jižní údolní úsek (Biasca–Chiasso)

Letecký pohled na železniční uzel Chiasso (1962)

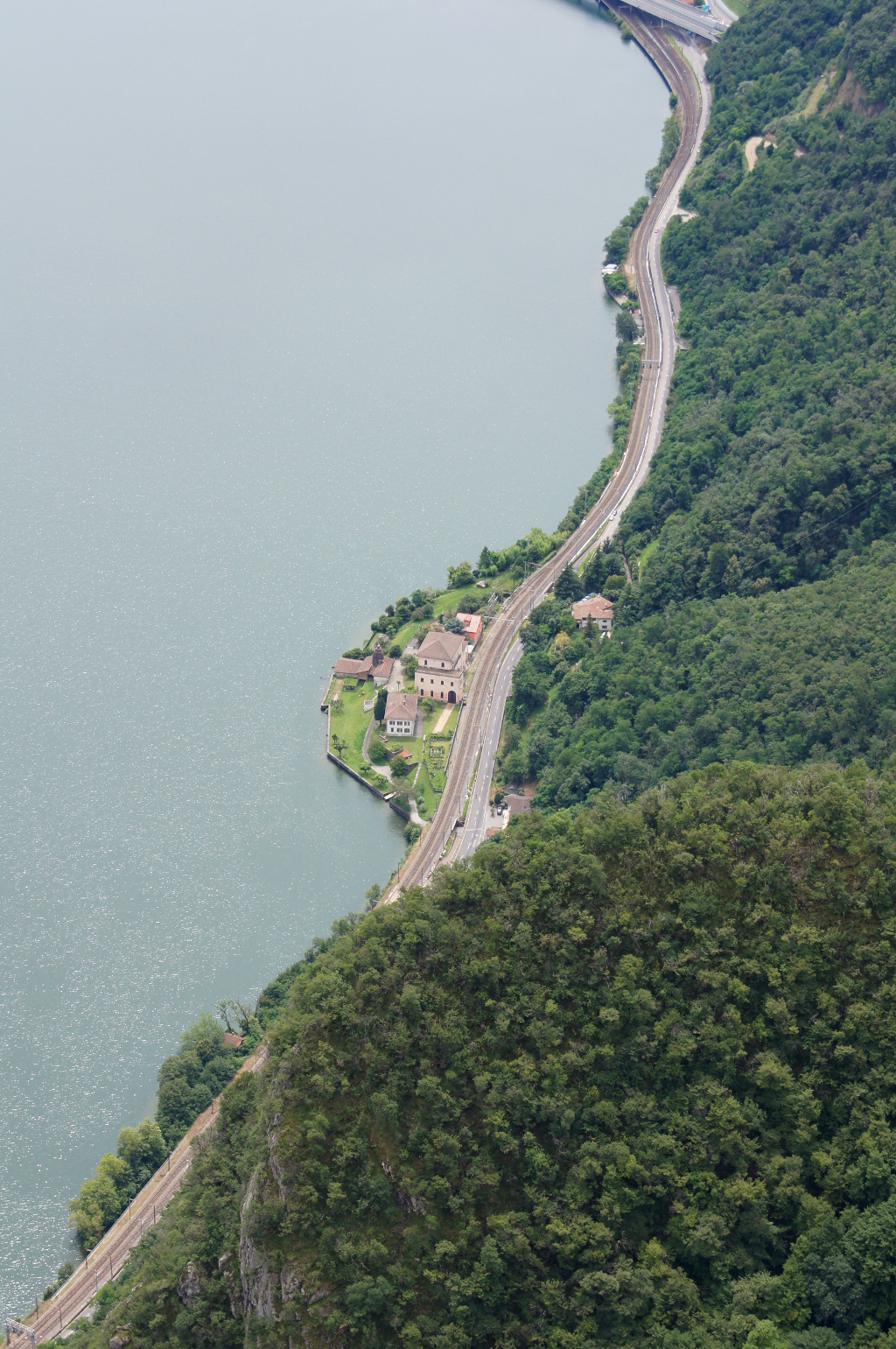
Úsek trati na břehu Luganského jezera, na úpatí masivu Monte San Salvatore

Z Biasca vede Gotthardská dráha podél Ticina po východním úpatí svahu (obchází náplavové kužely u Clara a Molinazza) do Bellinzony (241 m n. m.), hlavního města kantonu Ticino. Od této chvíle vede trasa v přímém směru po dně údolí Magadinské planiny. V další stanici Giubiasco odbočuje trať do Locarna podél dna údolí, z něhož v Cadenazzu začíná trať do italského Luina. Trať z Bellinzony do Chiassa stoupá po jižním úbočí údolí až těsně pod vrchol průsmyku Monte Ceneri a nabízí výhled na Ticinské Alpy a jezero Lago Maggiore. Ceneri protínají dva paralelní jednokolejné tunely, jejichž jižní portály se nacházejí v Bironicu (472 m n. m.). Tím je překonáno rozvodí do povodí řeky Tresa a trasa opět klesá po úpatí východního údolního svahu údolím Vedeggio do Cadempina, kde se stoupá po hřebeni, který odděluje údolí Vedeggio od Lugana (335 m n. m.) a údolí Cassarate. Pod Massagnem se projíždí stejnojmenným tunelem a dojíždí se k železniční stanici Lugano, která se nachází asi 80 m nad západním svahem Luganského jezera (italsky Lago di Lugano).
Za stanicí Lugano vede trať podél západního břehu jezera Lago di Lugano pod horou Monte San Salvatore do Melide, které je známé díky parku Swissminiatur, venkovní instalaci modelů nejvýznamnějších švýcarských památek v měřítku 1:25. Přes 817 metrů dlouhou jezerní hráz v Melide Gotthardská dráha přechází na druhý břeh jezera a vede podél východního břehu do Capolaga a Mendrisia. Za obcí Mendrisio v nížině Laveggio směřuje trať na jihovýchod přes hřeben do údolí Breggia u obce Balerna. Po více než 200 kilometrech cesty vlaky konečně dorazí do Chiassa (237 m n. m.), hraničního města s Itálií a konečné stanice Gotthardské dráhy s rozsáhlým kolejištěm pohraniční stanice.

## Provoz na trati

### Spoje

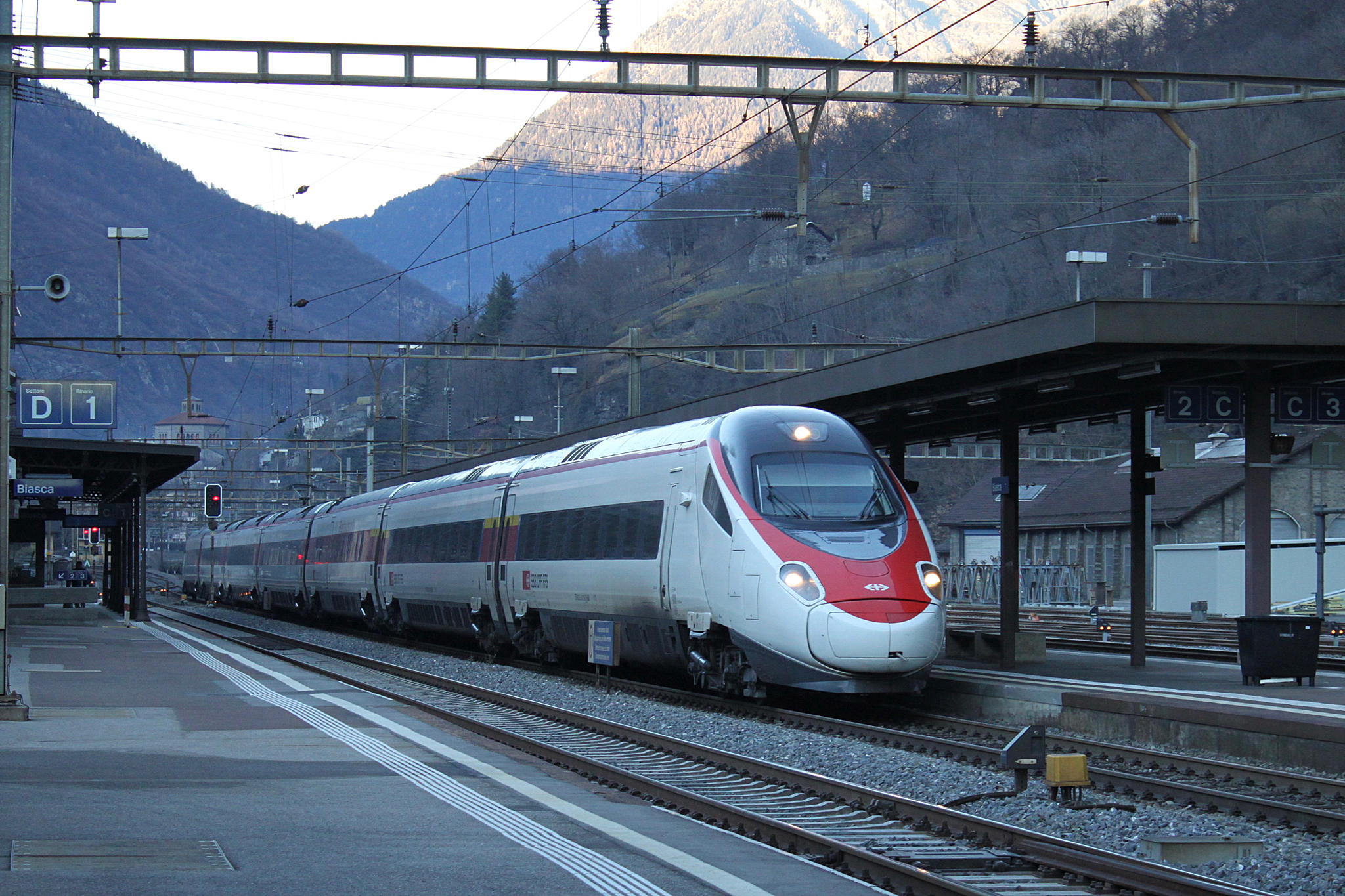
Jednotka ETR 610 ve stanici Biasca

Na Gotthardské dráze jezdí po celé délce trati směs nákladních a dálkových osobních vlaků. Dálkové osobní vlaky zahrnují vlaky EuroCity (EC) mezi Curychem a Milánem a vlaky InterRegio mezi řadou měst v severním Švýcarsku a různými místy v Ticinu. Mezi osobní vlaky využívající Gotthardskou trať patřily v minulosti i vlaky Trans Europ Express Gottardo, Roland a Ticino. Od roku 2015 jsou vlaky Curych–Milán vedeny novými elektrickými jednotkami řady ETR 610, které SBB objednaly namísto starších poruchových jednotek řady ETR 470. Ty byly z vlaků staženy a později prodány řecké železniční společnosti TrainOSE.

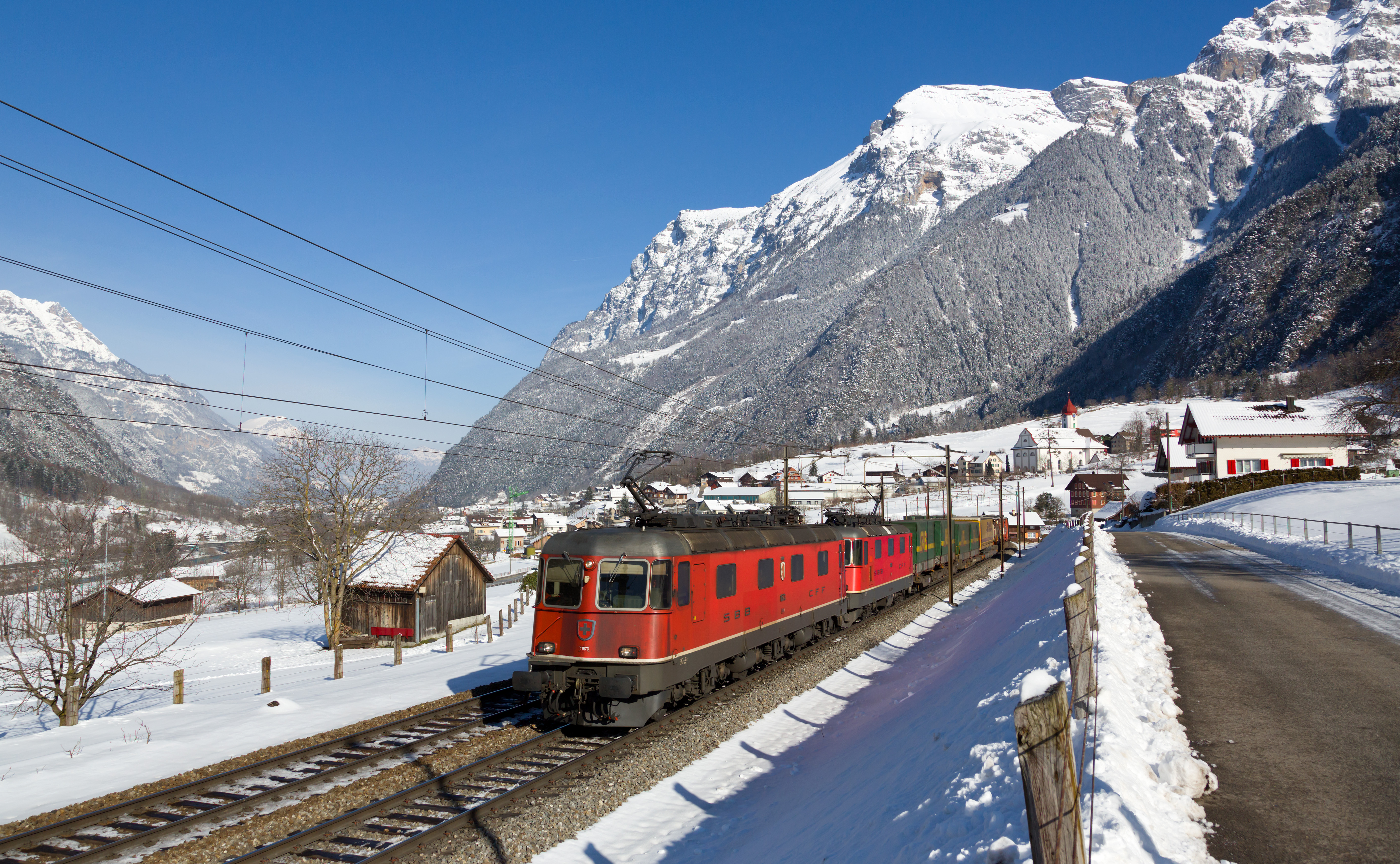
Typický nákladní vlak na Gotthardské dráze, vedený dvojicí „Re 10/10“

Na severním a jižním úseku gotthardské trati je provozována také regionální příměstská železniční doprava. Na severu jezdí linka S2 tzv. Zug Stadtbahn každou hodinu mezi městy Zug, Arth-Goldau a Erstfeld, zatímco linka S3 S-Bahn Luzern jezdí každou hodinu mezi Lucernem, Arth-Goldau a Brunnenem.
Na jihu je Gotthardská dráha obsluhována vlaky linky S10 společnosti Treni Regionali Ticino Lombardia (TILO), které jezdí každou půlhodinu mezi Bellinzonou, Luganem a Chiassem, přičemž některé vlaky pokračují na sever do Airola a na jih do Milána. Linky S20 a S30 téhož dopravce jezdí také po Gotthardské dráze v oblasti Bellinzony a poté pokračují po větvích do Locarna, resp. do Luina, přičemž některé vlaky linky S30 jsou prodlouženy až na milánské letiště Malpensa.
Horský úsek dráhy pojíždí od roku 2020 pouze nově zavedený vlak InterRegio Treno Gotthardo (Curych–Locarno), vedený novými jednotkami Stadler FLIRT 3 dopravce Schweizerische Südostbahn. V letní sezoně je doplněn vyhlídkovým turistickým vlakem Gotthard Panorama Express. SBB nabízí na této trase stejnojmenný balíček, který doplňuje cestu vlakem o výlet lodí po Lucernském jezeře.
Kromě vlaků provozovaných Švýcarskými spolkovými drahami SBB a jejich dceřinými společnostmi mohou od zavedení otevřeného přístupu k železniční infrastruktuře v roce 2001 jezdit na gotthardské trati i další železniční společnosti. Mezi společnosti, které toho využily, patří německé dráhy Deutsche Bahn AG, které provozují tranzitní nákladní vlaky z Německa do Itálie.

### Vozidla

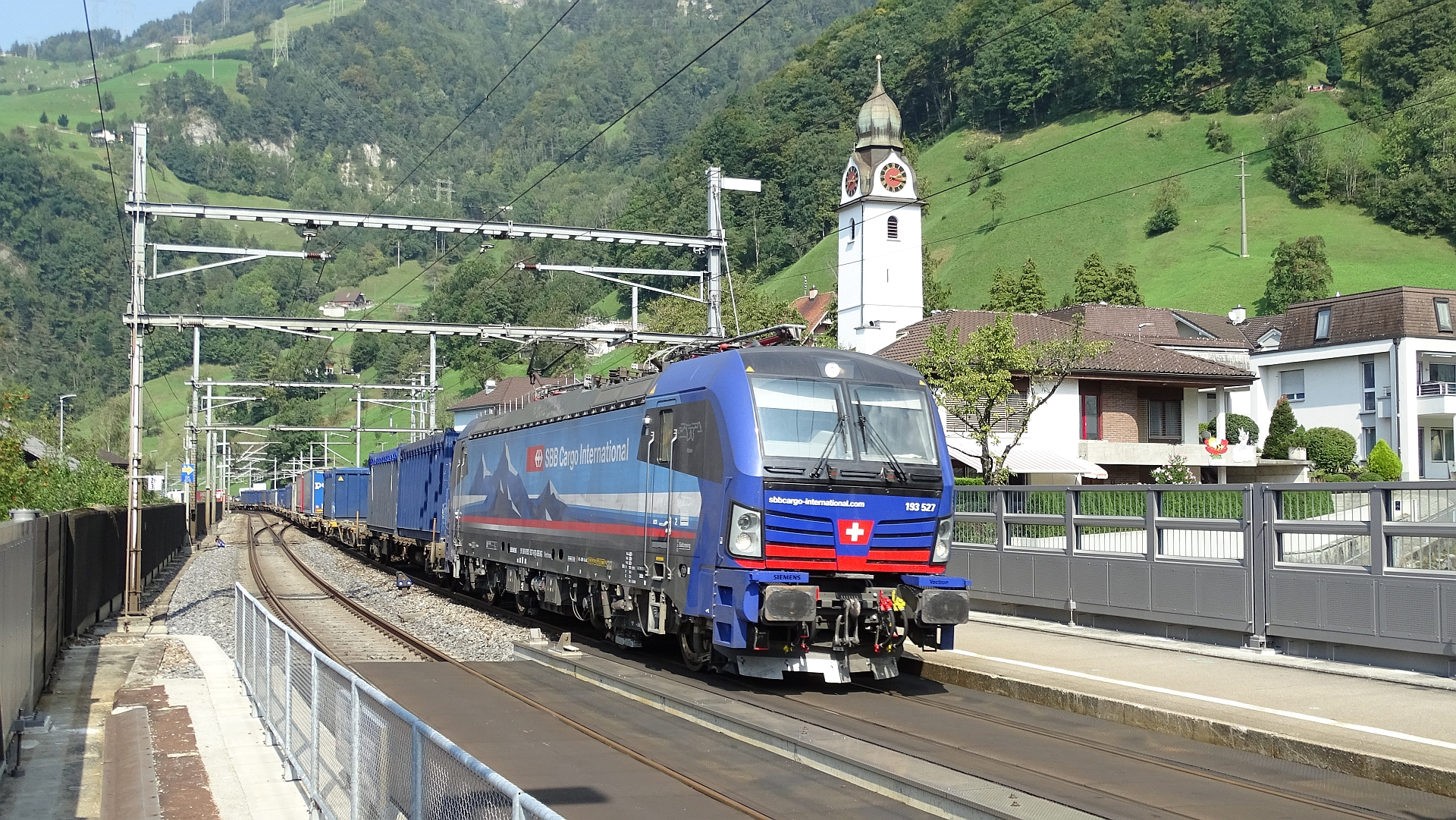
Vectron SBB Cargo při průjezdu Sisikonem

Většina švýcarských lokomotiv byla původně zkonstruována pro Gotthardskou dráhu, proto se mnohé z nich nazývaly „Gotthardlokomotiven“: jde například o typy C 5/6 „slon“, Ce 6/8 a Be 6/8 „krokodýl“, Ae 8/14 „Landilok“, Ae 6/6 nebo Re 620. Známými vlakovými soupravami na gotthardské trati jsou Trans Europ Express a Roter Pfeil a také naklápěcí vlak Cisalpino Pendolino.
Po roce 2010 byly osobní vlaky taženy většinou lokomotivami řady Re 4/4II (u těžkých vlaků i jejich dvojicemi) a řady Re 460, nákladní vlaky stroji Re 6/6 a Re 4/4II. Dvojice lokomotiv Re 6/6 a Re 4/4II, označovaná též jako Re 10/10, je schopna po původní horské trati provézt vlak o hmotnosti až 1300 tun. Pokud jsou vlaky těžší, musí být případné další lokomotivy použity jako postrkové lokomotivy na konci vlaku, jelikož příliš vysoká tažná síla v přední části vlaku by překročila pevnost šroubovek uprostřed vlaku. Dodávky nových lokomotiv Siemens Vectron švýcarským drahám od roku 2014 postupně oslabily pozici starších lokomotiv, které jsou takto využívány už spíše jako záložní, či při nedostatku novějších strojů. Po zprovoznění obou úpatních tunelů v letech 2016, resp. 2020 byla veškerá tranzitní nákladní doprava převedena do nich, což způsobilo výrazné navýšení přípustných norem zátěže a snížení potřeby lokomotiv.

## Význam
Od zprovoznění je Gotthardská dráha jednou z nejdůležitějších železničních spojnic ve Švýcarsku, potažmo ve střední Evropě celkově. Po jejím otevření došlo ke značnému zkrácení vzdáleností (zejména časových) mezi středem a jihem Švýcarska. Rozvíjel se po jejím dokončení také obchod a společně se Simplonskou dráhou jde doposud o dvě nejdůležitější trasy, spojující Švýcarsko a Itálii.
Postupem času docházelo díky použití výkonnějších vozidel a instalaci moderního zabezpečovacího zařízení ke zkracování jízdních dob. V roce 1899 například trvala cesta z Bellinzony do Lugana rychlíkem přesně 52 minut. V roce 2017 ujely vlaky EuroCity stejnou vzdálenost za 27 minut a od zprovoznění úpatního tunelu Ceneri koncem roku 2020 činí jízdní doba mezi těmito městy 14 minut. Celou trať Arth-Goldau – Chiasso projel parní rychlík v roce 1899 za 4 hodiny a 12 minut. Od roku 2020 po nové trati s použitím úpatních tunelů dojedou nejrychlejší vlaky do Chiassa za 1 hodinu a 37 minut.